# Jamaïque aux Jeux olympiques d'été de 2008
La Jamaïque participe aux Jeux olympiques d'été de 2008 à Pékin du 8 au 24 août 2008.

## Liste des médaillés jamaïcains

### Médailles d'or
| Sport              | Discipline      | Sportifs                                            | Performance                                                                    |
| Médailles d'or : 5 |                 |                                                     |                                                                                |
| Athlétisme         | 100 m (H)       | Usain Bolt                                          | 9 s 69 (RM)                                                                    |
| Athlétisme         | 100 m (F)       | Shelly-Ann Fraser                                   | 10 s 78                                                                        |
| Athlétisme         | 200 m (H)       | Usain Bolt                                          | 19 s 30 (RM)                                                                   |
| Athlétisme         | 200 m (F)       | Veronica Campbell-Brown                             | 21 s 74                                                                        |
| Athlétisme         | 400 m haies (F) | Melaine Walker                                      | 52 s 64 (RO)                                                                   |
| Athlétisme         | 4 × 100 m (H)   | Usain Bolt Nesta Carter Michael Frater Asafa Powell | 37 s 10 (RM) Disqualification en 2017 pour le contrôle positif de Nesta Carter |

### Médailles d'argent
| Sport                  | Discipline           | Sportifs                                                          | Performance   |
| Médailles d'argent : 4 |                      |                                                                   |               |
| Athlétisme             | 100 m (F)            | Sherone Simpson                                                   | 10 s 98       |
| Athlétisme             | 100 m (F)            | Kerron Stewart                                                    | 10 s 98       |
| Athlétisme             | 400 m (F)            | Shericka Williams                                                 | 49 s 69       |
| Athlétisme             | Relais 4 × 400 m (F) | Shericka Williams Shereefa Lloyd Rosemarie Whyte Novlene Williams | 3 min 20 s 40 |

### Médailles de bronze
| Sport                   | Discipline           | Sportifs        | Performance |
| Médailles de bronze : 2 |                      |                 |             |
| Athlétisme              | 200 m (F)            | Kerron Stewart  | 22 s 00     |
| Athlétisme              | saut en longueur (F) | Chelsea Hammond | 6,79 m      |

## Athlètes engagés

### Athlétisme
| Hommes - 100 m : - Asafa Powell - Usain Bolt - Michael Frater - 200 m : - Usain Bolt - Marvin Anderson - Christopher Williams - 400 m : - Sanjay Ayre - Ricardo Chambers - Michael Blackwood - 800 m : - Aldwyn Sappleton - 110 m haies : - Maurice Wignall - Richard Phillips - 400 m haies : - Isa Phillips - Markino Buckley - Danny McFarlane - Lancer de poids : - Dorian Scott - Saut en longueur : - Herbert McGregor - Relais 4 × 100 m : - Nesta Carter, Usain Bolt, Dwight Thomas, Michael Frater et Asafa Powell - Relais 4 × 400 m : - Michael Blackwood, Allodin Fothergill, Sanjay Ayre et Ricardo Chambers - Décathlon : - Maurice Smith | Femmes - 100 m : - Shelly-Ann Fraser - Sherone Simpson - Kerron Stewart - 200 m : - Veronica Campbell-Brown - Kerron Stewart - Sherone Simpson - 400 m : - Shericka Williams - Novlene Williams - Rosemarie Whyte - 800 m : - Kenia Sinclair - 100 m haies : - Brigitte Foster-Hylton - Vonette Dixon - Delloreen Ennis-London - 3 000 m steeple : - Mardrea Hyman - Korene Hinds - 400 m haies : - Melaine Walker - Nickiesha Wilson - Shevon Stoddart - Lancer de poids : - Zara Northover - Lancer de javelot : - Olivia McKoy - Saut en longueur : - Chelsea Hammond - Triple saut : - Tricia-Kaye Smith - Relais 4 × 100 m : - Shelly-Ann Fraser, Sheri-Ann Brooks, Aleen Bailey et Veronica Campbell-Brown - Relais 4 × 400 m : - Novlene Williams, Shereefa Lloyd, Rosemarie Whyte, Bobby-Gaye Wilkins et Shericka Williams |

#### Hommes
| Épreuve               | Athlète              | Séries      | Séries | Quarts de finale | Quarts de finale | Demi-finales | Demi-finales | Finale      | Finale        |
| Épreuve               | Athlète              | Résultat    | Rang   | Résultat         | Rang             | Résultat     | Rang         | Résultat    | Rang          |
| --------------------- | -------------------- | ----------- | ------ | ---------------- | ---------------- | ------------ | ------------ | ----------- | ------------- |
| 100 mètres            | Usain Bolt           | 10.20       | 1er Q  | 9.92             | 1er Q            | 9.85         | 1er Q        | 9.69        | Médaille d'or |
| 100 mètres            | Asafa Powell         | 10.16       | 1er Q  | 10.02            | 1er Q            | 9.91         | 1er Q        | 9.95        | 5e            |
| 100 mètres            | Michael Frater       | 10.15       | 1er Q  | 10.09            | 2e Q             | 10.01        | 4e Q         | 9.97        | 6e            |
| 200 mètres            | Marvin Anderson      | 20.85       | 3e Q   | DNF              | /                | -            | -            | -           | -             |
| 200 mètres            | Christopher Williams | 20.53       | 3e Q   | 20.28            | 3e Q             | 20.45        | 6e           | -           | -             |
| 200 mètres            | Usain Bolt           | 20.64       | 2e Q   | 20.29            | 1er Q            | 20.09        | 1er Q        | 19.30       | Médaille d'or |
| 400 mètres            | Michael Blackwood    | 45.56       | 4e     | -                | -                | -            | -            | -           | -             |
| 400 mètres            | Sanjay Ayre          | 45.66       | 5e     | -                | -                | -            | -            | -           | -             |
| 400 mètres            | Ricardo Chambers     | 45.22       | 3e Q   | NC               | NC               | 45.09        | 4e           | -           | -             |
| 800 mètres            | Aldwyn Sappleton     | 1 min 48.19 | 6e     | -                | -                | -            | -            | -           | -             |
| 110 mètres haies      | Maurice Wignall      | 13.61       | 4e Q   | 13.36            | 1er Q            | 13.40        | 4e Q         | 13.46       | 6e            |
| 110 mètres haies      | Richard Phillips     | 13.60       | 4e Q   | 13.48            | 5e Q             | 13.43        | 4e Q         | 13.60       | 7e            |
| 400 mètres haies      | Isa Phillips         | 49.55       | 3e Q   | NC               | NC               | 48.85        | 5e           | -           | -             |
| 400 mètres haies      | Danny McFarlane      | 48.86       | 2e Q   | NC               | NC               | 48.33        | 2e Q         | 48.30       | 4e            |
| 400 mètres haies      | Markino Buckley      | 48.65       | 1er Q  | NC               | NC               | 48.50        | 3e Q         | 48.60       | 7e            |
| Relais 4 × 100 mètres | Nesta Carter         | 38.31       | 1er Q  | NC               | NC               | NC           | NC           | DSQ         | /             |
| Relais 4 × 100 mètres | Michael Frater       | 38.31       | 1er Q  | NC               | NC               | NC           | NC           | DSQ         | /             |
| Relais 4 × 100 mètres | Usain Bolt           | 38.31       | 1er Q  | NC               | NC               | NC           | NC           | DSQ         | /             |
| Relais 4 × 100 mètres | Asafa Powell         | 38.31       | 1er Q  | NC               | NC               | NC           | NC           | DSQ         | /             |
| Relais 4 × 400 mètres | Michael Blackwood    | 3 min 00.09 | 3e Q   | NC               | NC               | NC           | NC           | 3 min 01.45 | 7e            |
| Relais 4 × 400 mètres | Ricardo Chambers     | 3 min 00.09 | 3e Q   | NC               | NC               | NC           | NC           | 3 min 01.45 | 7e            |
| Relais 4 × 400 mètres | Sanjay Ayre          | 3 min 00.09 | 3e Q   | NC               | NC               | NC           | NC           | 3 min 01.45 | 7e            |
| Relais 4 × 400 mètres | Lanceford Spence     | 3 min 00.09 | 3e Q   | NC               | NC               | NC           | NC           | 3 min 01.45 | 7e            |
| Saut en longueur      | Herbert McGregor     | 7,64m       | 15e    | -                | -                | -            | -            | -           | -             |
| Lancer du poids       | Dorian Scott         | 19,94m      | 8e     | -                | -                | -            | -            | -           | -             |
| Décathlon             | Maurice Smith        | NC          | NC     | NC               | NC               | NC           | NC           | 8205 PTS    | 9e            |

#### Femmes
| Épreuve               | Athlète                 | Séries      | Séries | Quarts de finale | Quarts de finale | Demi-finales | Demi-finales | Finale      | Finale             |
| Épreuve               | Athlète                 | Résultat    | Rang   | Résultat         | Rang             | Résultat     | Rang         | Résultat    | Rang               |
| --------------------- | ----------------------- | ----------- | ------ | ---------------- | ---------------- | ------------ | ------------ | ----------- | ------------------ |
| 100 mètres            | Shelly-Ann Fraser-Pryce | 11.35       | 1er Q  | 11.06            | 1er Q            | 11.00        | 1er Q        | 10.78       | Médaille d'or      |
| 100 mètres            | Sherone Simpson         | 11.48       | 3e Q   | 11.02            | 1er Q            | 11.11        | 4e Q         | 10.98       | Médaille d'argent  |
| 100 mètres            | Kerron Stewart          | 11.28       | 1er Q  | 10.98            | 1er Q            | 11.05        | 1er Q        | 10.98       | Médaille d'argent  |
| 200 mètres            | Veronica Campbell-Brown | 23.04       | 1er Q  | 22.64            | 1er Q            | 22.19        | 1er Q        | 21.74       | Médaille d'or      |
| 200 mètres            | Kerron Stewart          | 23.03       | 3e Q   | 22.74            | 2e Q             | 22.29        | 2e Q         | 22.00       | Médaille de bronze |
| 200 mètres            | Sherone Simpson         | 22.94       | 2e Q   | 22.60            | 1er Q            | 22.50        | 3e Q         | 22.36       | 6e                 |
| 400 mètres            | Novlene Williams-Mills  | 51.52       | 1er Q  | NC               | NC               | 51.06        | 3e           | -           | -                  |
| 400 mètres            | Shericka Williams       | 50.57       | 1er Q  | NC               | NC               | 50.28        | 2e Q         | 49.69       | Médaille d'argent  |
| 400 mètres            | Rosemarie Whyte         | 51.00       | 1er Q  | NC               | NC               | 50.63        | 3e Q         | 50.68       | 7e                 |
| 800 mètres            | Kenia Sinclair          | 2 min 03.76 | 2e Q   | NC               | NC               | 1 min 58.28  | 4e Q         | 1 min 58.24 | 6e Q               |
| 100 mètres haies      | Vonette Dixon           | 12.69       | 1er Q  | NC               | NC               | 12.86        | 5e           | -           | -                  |
| 100 mètres haies      | Delloreen Ennis-London  | 12.82       | 1er Q  | NC               | NC               | 12.67        | 2e Q         | 12.65       | 5e                 |
| 100 mètres haies      | Brigitte Foster-Hylton  | 12.69       | 1er Q  | NC               | NC               | 12.76        | 3e Q         | 12.66       | 6e                 |
| 400 mètres haies      | Shevon Stoddart         | 56.52       | 4e     | -                | -                | -            | -            | -           | -                  |
| 400 mètres haies      | Nickiesha Wilson        | 55.75       | 3e Q   | NC               | NC               | 54.67        | 5e           | -           | -                  |
| 400 mètres haies      | Melaine Walker          | 54.46       | 1er Q  | NC               | NC               | 54.20        | 1er Q        | 52.64       | Médaille d'or      |
| 3 000 mètres steeple  | Mardrea Hyman           | Ab.         | /      | -                | -                | -            | -            | -           | -                  |
| Relais 4 × 100 mètres | Shelly-Ann Fraser       | 42.24       | 1er Q  | NC               | NC               | NC           | NC           | Ab.         | /                  |
| Relais 4 × 100 mètres | Sherone Simpson         | 42.24       | 1er Q  | NC               | NC               | NC           | NC           | Ab.         | /                  |
| Relais 4 × 100 mètres | Kerron Stewart          | 42.24       | 1er Q  | NC               | NC               | NC           | NC           | Ab.         | /                  |
| Relais 4 × 100 mètres | Veronica Campbell-Brown | 42.24       | 1er Q  | NC               | NC               | NC           | NC           | Ab.         | /                  |
| Relais 4 × 400 mètres | Shericka Williams       | 3 min 22.60 | 2e Q   | NC               | NC               | NC           | NC           | 3 min 20.40 | Médaille d'argent  |
| Relais 4 × 400 mètres | Shereefa Lloyd          | 3 min 22.60 | 2e Q   | NC               | NC               | NC           | NC           | 3 min 20.40 | Médaille d'argent  |
| Relais 4 × 400 mètres | Rosemarie Whyte         | 3 min 22.60 | 2e Q   | NC               | NC               | NC           | NC           | 3 min 20.40 | Médaille d'argent  |
| Relais 4 × 400 mètres | Novlene Williams-Mills  | 3 min 22.60 | 2e Q   | NC               | NC               | NC           | NC           | 3 min 20.40 | Médaille d'argent  |
| Saut en longueur      | Chelsea Hammond         | 6,60m       | 8e Q   | NC               | NC               | NC           | NC           | 6,79m       | Médaille de bronze |
| Triple saut           | Trecia-Kaye Smith       | 14,18m      | 7e Q   | NC               | NC               | NC           | NC           | 14,12m      | 8e                 |
| Lancer du poids       | Zara Northover          | 15,85m      | 16e    | -                | -                | -            | -            | -           | -                  |
| Lancer du javelot     | Olivia McKoy            | 55,51m      | 17e    | -                | -                | -            | -            | -           | -                  |

### Cyclisme sur piste
Hommes
- Keirin :
  - Ricardo Lynch

| Athlète       | Compétition | 1er round | Repêchage | Demi-Finales | Finale |
| Athlète       | Compétition | Rang      | Rang      | Rang         | Rang   |
| ------------- | ----------- | --------- | --------- | ------------ | ------ |
| Ricardo Lynch | Keirin      | 6e        | 3e        | -            | -      |

### Équitation
- Concours individuel :
  - Samantha Albert